# Кур'янки
Кур'янки́ — село в Україні, у Білогірській селищній громаді Шепетівського району Хмельницької області. Розташоване в західній частині району. До 2020 орган місцевого самоврядування — Кур'янківська сільська рада. 

## Географія
У селі бере початок річка Безіменна, права притока Вілії.

## Історія
У 1906 році село Перерославської волості Острозького повіту Волинської губернії. Відстань від повітового міста 27 верст, від волості 3. Дворів 57, мешканців 379.
7 (20) листопада 1917 року, відповідно до Третього Універсалу Української Центральної Ради, увійшло до складу Української Народної Республіки.
12 червня 2020 року, відповідно до розпорядження Кабінету Міністрів України № 727-р «Про визначення адміністративних центрів та затвердження територій територіальних громад Хмельницької області», увійшло до складу Білогірської селищної громади.
19 липня 2020 року, в результаті адміністративно-територіальної реформи та ліквідації Білогірського району, село увійшло до складу новоутвореного Шепетівського району.

## Населення
Населення села за переписом 2001 року становило 210 осіб, в 2011 році — 197 осіб.

## Відомі люди
- Заєць Анатолій Павлович — український вчений-правознавець.